# Otto (Lippe)

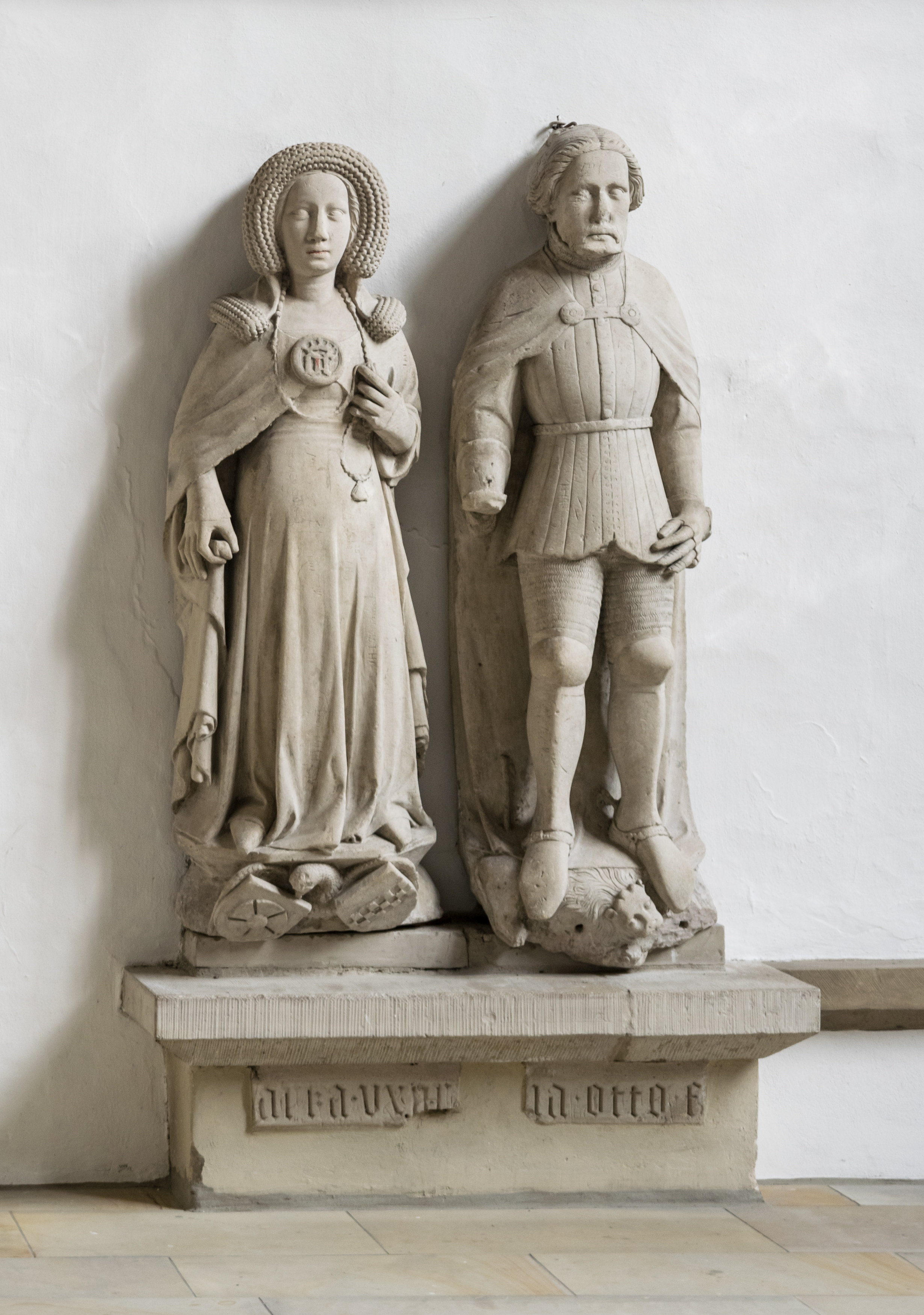
Irmgard von der Mark und Otto zur Lippe, St. Marien (Lemgo)

Otto von Lippe (* um 1300; † um 1360) war von 1344 bis 1360 Herr von Lippe in Lemgo.
Er war Sohn von Simon I. von Lippe und Adelheid von Waldeck und wuchs zusammen mit seinen Geschwistern auf:
- Bernhard (1277–1341), Fürstbischof von Paderborn
- Heinrich († ca. 1336), Dompropst in Minden und Domscholaster in Münster
- Hermann († 1324), Kleriker
- Diedrich († 1326), Ritter im Deutschen Orden
- Simon († 1334), Domherr zu Münster, begraben im Kloster Marienfeld
- Bernhard V. (1290–1365), Herr von Lippe,  ⚭ Richarda von der Mark (von Saffenberg)
- Adolf
- Mathilde/Mechthild († 1366), ⚭ Graf Johann II. von Bentheim († 1332)
- Adelheid (1298–1324), ⚭  Hermann II. von Everstein
- Hedwig (1313–1369), ⚭ Adolf VII. von Holstein-Schauenburg († 1352)
- Lyse

Nach dem Tod seines Vaters, Simons I., im Jahr 1344 wurde die Herrschaft Lippe dahingehend aufgeteilt, dass Otto das Gebiet um Lemgo sowie Detmold mit der Falkenburg bekam und sein Bruder Bernhard V. das Gebiet um Rheda und Lippstadt. Otto residierte in Lemgo, das damals noch aus zwei Städten, Altstadt und Neustadt, bestand, die sich erst fünf Jahre nach seinem Tod vereinigten.
Otto war mit Irmgard von der Mark verheiratet. Ihre Kinder waren:
- Simon III. (1340–1410)
- Otto
- Margarete
- Catharine
- Adelheid

Die Doppeltumba der Eheleute befand sich lange Zeit im Chor der Kirche St. Marien in Lemgo. Die beiden Grabfiguren sind heute stehend und vermutlich vertauscht an der Ostwand angebracht.